# Великая Китайская равнина
Вели́кая Кита́йская равни́на — плоская (не более 100 метров высотой, в среднем — около 75 м) равнина площадью около 325 тыс. км², протянувшаяся на 1000 км в восточной части Китая вдоль берегов Жёлтого и Восточно-Китайского морей.

## География
В восточной части равнины расположены Шаньдунские горы, одноимённый полуостров далеко вдаётся в Жёлтое море. Также далеко в море выдвинута дельтовая равнина Хуанхэ, к которой в год добавляется до 50 м наносов. В дельте Хуанхэ расположена священная гора Тайшань, внесённая в список Всемирного наследия ЮНЕСКО. На севере равнину ограничивают горы Яньшань, на западе хребет Тайханшань и восточные отроги гор Циньлин, на юго-западе горы Дабашань и Тунбайшань. С юга к Великой Китайской равнине прилегает долина нижнего течения Янцзы.
В западной части равнина представляет собой слившиеся древние речные конусы выноса. В толще аллювиальных почв преобладает переотложенный лёсс с Лёссового плато. Наиболее представлены эти осадочные горные породы на севере равнины в китайских провинциях Шаньси и Шэньси. В восточной части, ещё более низменной (высоты до 50 м), это плоская аллювиально-морская равнина, изобилующая неглубокими низинами, которые заняты мелководными озёрами или заболочены и затопляются паводковыми водами.
Равнина покрыта густой сетью рек (крупнейшие — Хуанхэ, Хайхэ, Хуайхэ), имеются многочисленные озёра (крупнейшие — Вэйшаньху, Хунцзэху, Гаоюху, Чаоху, Тайху). Берега рек низкие, ложа большинства из них приподняты над общим уровнем местности. До строительства крупномасштабных ирригационных сооружений после 1949 года это приводило к частым наводнениям (в среднем в два из каждых трёх лет). Исторически наводнения сопровождались значительными изменениями русел рек, многие из озёр на равнине — пойменные. Режим течения муссонный, характеризуется резкими колебаниями объёмов стока, которые в летнее время могут более чем в 100 раз превышать весенние. Велики объёмы твёрдого стока и аккумуляция наносов.
Климат умеренный муссонный на большей части территории и субтропический муссонный на юге, с холодной сухой зимой и жарким дождливым летом. Средняя температура января от −6 °C на севере равнины до 2 °C на юге, средняя температура июля 26—28 °C. Безморозный период продолжается от 200 до 220 дней. Среднегодовая норма осадков 500—600 мм на севере и 800—1000 мм на юге, летний максимум осадков составляет 50—70 % от общегодового объёма. Наступление летнего муссона происходит в нерегулярные сроки, его интенсивность также изменчива, в результате регион попеременно подвергается засухам и наводнениям. Постоянный снежный покров отсутствует, характерны приходящие из Монголии ураганные ветры, вызывающие пыльные бури.
Из-за человеческой активности, включая разработку территории под нужды сельского хозяйства (см. Экономическое значение), естественная растительность на Великой Китайской равнине была уничтожена, за исключением узкой полосы галофитных лугов вдоль побережья Жёлтого моря. Предположительно, до этого на равнине росли редкостойные суббореальные сухие широколиственные леса, на севере смешанные с хвойными, а на юге с субтропическими породами.
Также почти не сохранилась естественная фауна. На территории равнины выделены 20 резерватов общей площадью 400 га, крупнейшие из которых — Хуанхэ-Саньчжоу, Гу-Хуайнань и Хуанхэ-Шиди.

## Геология и полезные ископаемые
Геологически размещается на Сино-Корейской платформе на сейсмически активной окраине Евразии. Строение — архейско-протерозойский кристаллический фундамент, рассечённый среднепозднепротерозойскими авлакогенами, на котором залегает вендско-фанерозойский осадочный чехол. На востоке равнины фундамент выходит на поверхность в виде Шаньдунского полуострова и Шаньдунских гор. Большую часть равнины занимает кайнозойская Бохайская синеклиза, продолжением которой является залив Бохайвань. Синеклиза образована рифтовой системой субмеридионального простирания, где рифтовые грабены заполнены палеогеновыми озёрными отложениями мощностью до 10 км, поверх которых находятся эолово-аллювиальные осадочные породы, относящиеся к неогеновому и четвертичному периодам. На юго-востоке равнину пересекает разлом (правый сдвиг) Танлу, сейсмическая активность которого нерегулярна: активные периоды сменяются промежутками затишья продолжительностью в сотни лет. Однако в силу высокой плотности населения редкие землетрясения приводят к катастрофическим жертвам: так, Таншаньское землетрясение восточнее Пекина в 1976 году унесло жизни свыше 240 тыс. человек.
Полезные ископаемые включают нефть (месторождения Даган и Жэньцю), каменный уголь (бассейн Великой Китайской стены), золото (Саньшаньдао), железистые кварциты (Годянь), бокситы (Цзыбо), барит (Наньцюань, Дяоцунь), каменную соль (Таньгу, Дагу) и графит (Наньшу).

## Экономическое значение
Великая Китайская равнина издавна была центром китайской (ханьской) цивилизации. В начале XXI века это один из самых густонаселённых регионов Земли, плотность населения на этой территории достигает 600—800 человек на квадратный километр. Основные города — Пекин, Тяньцзинь, Шицзячжуан, Цзинань, Нанкин, Шанхай.
Великая Китайская равнина — главный земледельческий район страны. Под нужды сельского хозяйства распахано 70—80 % земель, на равнине выращивается более 60 % национального урожая пшеницы и 30 % — кукурузы. Основные почвы — лугово-коричневые, аллювиальные, жёлто-бурые (на террасах южнее Хуанхэ), на побережье Жёлтого моря — луговые солончаки. Помимо пшеницы, важными культурами являются рис, хлопчатник, арахис, табак, просо, соя. Через Великую Китайскую равнину в направлении юг — север проложен Великий канал, который соединяет Пекин с Сучжоу и Ханчжоу на юго-востоке. С 1950-х годов ведётся совершенствование исторической системы каналов и строительство дополнительных крупных гидротехнических сооружений — дамб, плотин, водохранилищ.